# Sandro Salvini
Sandro Salvini (1890–1955) fue un actor italiano. Apareció en 30 películas mudas y sonoras. Interpretó el papel de Duke en la película Mother Earth (1931) de Alessandro Blasetti. Su abuelo fue el dramaturgo italiano del siglo XIX Tommaso Salvini.

## Filmografía
- The Thirteenth Man (1917)
- The Conqueror of the World (1919)
- Countess Sarah (1919)
- The Cheerful Soul (1919)
- The Fall of the Curtain (1920)
- The Serpent (1920)
- Little Sister (1921)
- The Stronger Passion (1921)
- Nerón (1922)
- The Shepherd King (1923)
- Mother Earth (1931)
- Lorenzino de' Medici (1935)
- Kean (1940)